# Twista
Twista, właściwie Carl Terrell Mitchell (ur. 27 listopada 1973 w Chicago w stanie Illinois)  – amerykański raper. Popularność poza USA dał mu album Kamikaze.

## Dyskografia
Albumy solowe
- Runnin’ Off at da Mouth (jako Tung Twista) (1991)
- Resurrection (1994)
- Adrenaline Rush (1997)
- Kamikaze (2004)
- The Day After (2005)
- Adrenaline Rush 2007 (2007)
- Category F5 (2009)
- The Perfect Storm (2010)

Speedknot Mobstaz
- Mobstability (1998)
- Mobstability II: Nation Business (2008)

EP
- 2 for 10 (2005)
- Back To The Basics (2013)

Legit Ballin
- Legit Ballin vol.1: The Album (2013)
- Legit Ballin vol.2: The New Testament 2K (Street Scriptures Compilation) (2001)
- Tailwinds (2001)
- Legit Ballin vol.3: Respect The Game     (2002)
- Tailwinds vol.2: The Mobsta's Anthem (2006)

## Koncerty w Polsce
- 25 marca 2008, Warszawa, klub The Fresh[1]